# Ометеотль
Ометеотль (Два Бога) — имя, иногда использующееся в отношении пары богов Ометекутли и Омесиуатль (также известных как Тонакатекутли и Тонакасиуатль) в ацтекской мифологии. Существование таких божеств у ацтеков и само значение данного названия являются предметом спора среди исследователей мезоамериканских религий.

## Определение
Мигель Леон-Портилья интерпретирует имя «Ометеотль» как «Владыка Двойственности» и утверждает, что Ометеотль был верховным божеством-творцом у ацтеков, и что ацтеки представляли это божество как имеющую дуальную природу мистическую сущность, родственную европейской концепции Троицы. По его версии, Ометеотль — абстрактное божество, что объясняет и скудость документальных упоминаний его, и отсутствие свидетельств существования его культа среди ацтеков. Аргументы Леон-Портильи большей частью приняты исследователями мезоамериканских религий.
Другие исследователи, в частности Ричард Хали (1992), тем не менее возражают, что у ацтеков не было отдельных божеств «Ометеотль», Ометекутли или Омесиуатль, и эти имена следует интерпретировать с использованием науаского корня «omi» («кость»), а не «ome» («два»), и что Ометекутли — другое имя Тонакатекутли и Миктлантекутли, богов, связанных с созданием людей из мертвых костей. Он отмечает, что среди пяти источников, использованных Леон-Портильей для доказательства существования единого бога-творца у ацтеков, ни один не содержит прямых ссылок на бога дуальности.